# مملكة طنقيش
مملكة طنقيش أو مملكة تانكيش كانت مملكة من العصور الوسطى المبكرة وكان مركزها في شمال شرق إفريقيا. وبحسب اليعقوبي، كانت واحدة من ست دول بجائية، كانت موجودة في المنطقة خلال القرن التاسع. كانت أراضي المملكة تقع بين أسوان ومصوع.

## طالع أيضًا
- ممالك البجا
- سلطنة شيوا
- سلطنة عفت
- سلطنة عدل
- مملكة بازن
- مملكة بلجين
- مملكة جارن
- مملكة نجاش
- مملكة قطاعة

## ملحوظات
1. ↑  Elzein، Intisar Soghayroun (2004). Islamic Archaeology in the Sudan. Archaeopress. ص. 13. ISBN:1841716391. مؤرشف من الأصل في 2023-06-02. اطلع عليه بتاريخ 2015-03-03.